# Role Model
Role Model er en rap-sang af den amerikanske rapper Eminem, fra hans andet studiealbum The Slim Shady LP. Sangen findes også på opsamlingsalbummet Curtain Call: The Hits's bonus-cd Stan's Mixtape.

## Hitlister
| Hitliste (1999)                                 | Højeste placering |
| ----------------------------------------------- | ----------------- |
| US Billboard Bubbling Under R&B/Hip-Hop Singles | 11                |